# Романово (Калузька область)
Романово (рос. Романово) — присілок в Мединському районі Калузької області Російської Федерації.
Населення становить 375 осіб. Входить до складу муніципального утворення Присілок Романово.

## Історія
Від 2004 року входить до складу муніципального утворення Присілок Романово.

## Населення
| 2002 | 2010 |
| ---- | ---- |
| 269  | ↗375 |